# Otto e mezzo (diciannovesima edizione)
La diciannovesima edizione del programma televisivo Otto e mezzo, composta da 238 puntate, è stata trasmessa sul canale televisivo LA7 dal 9 settembre 2019 al 27 giugno 2020.
L'edizione è condotta da Lilli Gruber e diretta da Luciano Fontana. Ogni puntata include Il Punto di Paolo Pagliaro.
| nº  | Titolo                                            | Ospiti                                                                                | Prima TV          |
| --- | ------------------------------------------------- | ------------------------------------------------------------------------------------- | ----------------- |
| 1   | Conte 2 la vendetta                               | Carlo De Benedetti                                                                    | 9 settembre 2019  |
| 2   | Chi si fida di Conte                              | Massimo Cacciari, Beppe Severgnini, Marco Travaglio                                   | 10 settembre 2019 |
| 3   | PD-5 Stelle, può funzionare?                      | Diego Bianchi, Alessandro De Angelis, Andrea Scanzi                                   | 11 settembre 2019 |
| 4   | Bellanova, l'abito non fa il ministro             | Teresa Bellanova, Gianrico Carofiglio, Alessandro Sallusti                            | 12 settembre 2019 |
| 5   | Richetti: caro PD addio                           | Matteo Richetti, Marianna Aprile, Massimo Giannini                                    | 13 settembre 2019 |
| 6   | Il compagno Beppe Grillo                          | Annalisa Cuzzocrea, Domenico De Masi, Jacopo Iacoboni                                 | 14 settembre 2019 |
| 7   | Salvini e la Pontida del rancore                  | Lucia Borgonzoni, Antonio Padellaro, Massimo Giletti                                  | 16 settembre 2019 |
| 8   | Bersani e la scissione di Renzi                   | Pier Luigi Bersani, Corrado Formigli, Mario Calabresi                                 | 17 settembre 2019 |
| 9   | Landini e il Conte di sinistra                    | Maurizio Landini, Massimo Franco, Sebastiano Barisoni                                 | 18 settembre 2019 |
| 10  | Quanto vale Renzi                                 | Annalisa Cuzzocrea, Gianrico Carofiglio, Vittorio Sgarbi                              | 19 settembre 2019 |
| 11  | Calenda bruciato da Renzi?                        | Carlo Calenda, Marco Travaglio                                                        | 20 settembre 2019 |
| 12  | Renzi e il partito dello yogurt                   | Chiara Geloni, Claudia Fusani, Alessandra Ghisleri                                    | 21 settembre 2019 |
| 13  | Migranti: svolta o bidone?                        | Marianna Aprile, Massimo Cacciari, Alessandro Sallusti                                | 23 settembre 2019 |
| 14  | Conte e il Salvini geloso                         | Marco Travaglio, Beppe Severgnini, Alessandro Giuli                                   | 24 settembre 2019 |
| 15  | Boldrini-5 Stelle: c'eravamo tanto odiati         | Laura Boldrini, Noemi Giunta, Andrea Scanzi                                           | 25 settembre 2019 |
| 16  | Di Maio, leader commissariato?                    | Roberta Lombardi, Manuela Perrone, Massimo Giannini                                   | 26 settembre 2019 |
| 17  | Conte il nuovo Prodi?                             | Silvia Sciorilli Borrelli, Alessandro De Angelis, Luca Telese                         | 27 settembre 2019 |
| 18  | Quelli che odiano Greta                           | Monica Frassoni, Federica Gasbarro, Franco Battaglia                                  | 28 settembre 2019 |
| 19  | Manovra, divisi alla meta                         | Lina Palmerini, Antonio Padellaro, Massimo Giannini                                   | 30 settembre 2019 |
| 20  | L'autunno di Salvini                              | Matteo Salvini, Massimo Franco                                                        | 1º ottobre 2019   |
| 21  | Renzi, Conte sta sereno?                          | Matteo Renzi, Annalisa Cuzzocrea                                                      | 2 ottobre 2019    |
| 22  | Meloni e la destra d'assalto                      | Giorgia Meloni, Beppe Severgnini                                                      | 3 ottobre 2019    |
| 23  | Conte: Renzi non fare il fenomeno                 | Bianca Berlinguer, Gianrico Carofiglio, Marco Travaglio                               | 4 ottobre 2019    |
| 24  | Chi ha paura del bancomat                         | Alessandro Milan, Maria Cecilia Guerra, Massimo Garavaglia                            | 5 ottobre 2019    |
| 25  | PD, se ci sei batti un colpo                      | Dario Franceschini, Paolo Mieli, Alessandro Sallusti                                  | 7 ottobre 2019    |
| 26  | Licenziati 345 parlamentari                       | Vittorio Sgarbi, Stefano Feltri, Beppe Severgnini                                     | 8 ottobre 2019    |
| 27  | Conte, manovrato o manovratore                    | Marianna Aprile, Massimo Giannini, Andrea Scanzi                                      | 9 ottobre 2019    |
| 28  | Migranti, il grande ricatto                       | Evelina Christillin, Gianrico Carofiglio, Marco Travaglio                             | 10 ottobre 2019   |
| 29  | Zingaretti e il PD afono                          | Nicola Zingaretti, Luca Telese                                                        | 11 ottobre 2019   |
| 30  | Meno parlamentari, a chi giova?                   | Manlio Di Stefano, Riccardo Magi, Francesco Carofiglio, Gianrico Carofiglio           | 12 ottobre 2019   |
| 31  | PD-5 Stelle, attrazione fatale                    | Annalisa Cuzzocrea, Antonio Padellaro, Beppe Severgnini, Lucio Caracciolo             | 14 ottobre 2019   |
| 32  | Governo, notte di duelli                          | Marianna Aprile, Sebastiano Barisoni, Marco Travaglio                                 | 15 ottobre 2019   |
| 33  | Manovra: stangata o svolta?                       | Roberto Speranza, Massimo Giannini, Alessandro Sallusti                               | 16 ottobre 2019   |
| 34  | Manovra, lite continua                            | Carlo Calenda, Chiara Geloni, Luca Telese                                             | 17 ottobre 2019   |
| 35  | Di Maio, attacco frontale a Conte                 | Corrado Augias, Alessandro Giuli, Agnese Pini                                         | 18 ottobre 2019   |
| 36  | Populismo contro il popolo                        | Bartolomeo Sorge, Maura Gangitano, Nicola Morra                                       | 19 ottobre 2019   |
| 37  | Conte-Di Maio, chi comanda davvero                | Claudia Fusani, Giambattista Valli, Marco Damilano, Francesco Borgonovo               | 21 ottobre 2019   |
| 38  | Giornata nera per gli evasori?                    | Annalisa Cuzzocrea, Andrea Purgatori, Marco Travaglio                                 | 22 ottobre 2019   |
| 39  | L'Italia delle spie e degli odiatori              | Monica Cirinnà, Massimo Giletti, Massimo Nava                                         | 23 ottobre 2019   |
| 40  | Il governo si precipita in Umbria                 | Massimo Cacciari, Andrea Scanzi, Pietrangelo Buttafuoco                               | 24 ottobre 2019   |
| 41  | Quanti voti porta un delitto                      | Silvia Sciorilli Borrelli, Massimo Giannini, Vittorio Sgarbi                          | 25 ottobre 2019   |
| 42  | Un like un voto                                   | Simona Ravizza, Sandro Veronesi, Dino Amenduni                                        | 26 ottobre 2019   |
| 43  | Dopo l'Umbria Di Maio scarica il PD               | Lucia Borgonzoni, Massimo Giannini, Andrea Scanzi, Alessandra Ghisleri                | 28 ottobre 2019   |
| 44  | 5 Stelle a rischio declino                        | Massimo Gramellini, Alessandro De Angelis, Marco Travaglio                            | 29 ottobre 2019   |
| 45  | Il governo e i suoi sabotatori                    | Marianna Aprile, Gianrico Carofiglio, Carlo Bonomi                                    | 30 ottobre 2019   |
| 46  | Sinistra, come fermare Salvini                    | Stefano Bonaccini, Luca Telese, Beppe Severgnini                                      | 31 ottobre 2019   |
| 47  | Chi difende il razzismo                           | Anna Falcone, Paolo Mieli, Vittorio Sgarbi                                            | 1º novembre 2019  |
| 48  | Il governo dei malavoglia                         | Sofia Ventura, Claudio Cerasa, Francesco Borgonovo                                    | 2 novembre 2019   |
| 49  | ILVA, bomba sul governo                           | Carlo Calenda, Gianrico Carofiglio, Alessandro Sallusti, Luca Telese                  | 4 novembre 2019   |
| 50  | Gentiloni fra Conte e Renzi                       | Paolo Gentiloni, Marco Damilano                                                       | 5 novembre 2019   |
| 51  | Il governo e l'incubo ILVA                        | Marco Bentivogli, Massimo Giannini, Marco Travaglio                                   | 6 novembre 2019   |
| 52  | Governo, tutto è a rischio                        | Annalisa Cuzzocrea, Paolo Mieli, Antonio Padellaro                                    | 7 novembre 2019   |
| 53  | Conte nella fossa dell'ILVA                       | Marianna Aprile, Stefano Massini, Vittorio Sgarbi                                     | 8 novembre 2019   |
| 54  | I nuovi muri 30 anni dopo                         | Tonia Mastrobuoni, Luciano Canfora, Alessandro Sansoni                                | 9 novembre 2019   |
| 55  | Governo fra sgambetti e ricatti                   | Annalisa Cuzzocrea, Alessandro Sansoni, Beppe Severgnini, Andrea Scanzi               | 11 novembre 2019  |
| 56  | Il governo e la destra che avanza                 | Giorgia Meloni, Marco Travaglio                                                       | 12 novembre 2019  |
| 57  | Governo, dopo l'ILVA Venezia                      | Paola De Micheli, Massimo Cacciari, Alessandro Sallusti, Alessandro De Angelis        | 13 novembre 2019  |
| 58  | Governo Conte sotto stress                        | Concita De Gregorio, Massimo Giletti, Luca Telese                                     | 14 novembre 2019  |
| 59  | La piazza che sfida Salvini                       | Edoardo Nesi, Massimo Giannini, Aldo Cazzullo                                         | 15 novembre 2019  |
| 60  | Scalfari e l'era sovranista                       | Eugenio Scalfari, Antonella Boralevi, Francesco Merlo                                 | 16 novembre 2019  |
| 61  | Gualtieri ministro sotto assedio                  | Roberto Gualtieri, Antonio Padellaro                                                  | 18 novembre 2019  |
| 62  | Fisco e manette, parla Gratteri                   | Nicola Gratteri, Marco Travaglio, Stefano Zurlo                                       | 19 novembre 2019  |
| 63  | Di Maio-Salvini, trappola per Conte               | Lorenzo Fioramonti, Evelina Christillin, Massimo Giannini                             | 20 novembre 2019  |
| 64  | 5 Stelle: Rousseau smentisce Di Maio              | Carlo Calenda, Marianna Aprile, Claudio Cerasa, Andrea Scanzi                         | 21 novembre 2019  |
| 65  | Di Maio scarica il PD                             | Massimo Cacciari, Gianni Cuperlo, Alessandro Sallusti                                 | 22 novembre 2019  |
| 66  | Sardine contro Salvini                            | Matilde Sparacino, Massimiliano Tarantino, Francesco Borgonovo                        | 23 novembre 2019  |
| 67  | Grillo torna ma quanto conta?                     | Annalisa Cuzzocrea, Paolo Mieli, Luca Telese, Francesco Borgonovo                     | 25 novembre 2019  |
| 68  | Governo, non c'è tregua                           | Gianrico Carofiglio, Massimo Giannini, Marco Travaglio                                | 26 novembre 2019  |
| 69  | Renzi, duro attacco ai magistrati                 | Luigi Marattin, Alessandro Sallusti, Andrea Scanzi                                    | 27 novembre 2019  |
| 70  | Il governo querela Salvini                        | Giuseppe Provenzano, Beppe Severgnini, Tomaso Montanari                               | 28 novembre 2019  |
| 71  | Conte traditore? La versione di Monti             | Mario Monti, Antonio Padellaro, Alessandro De Angelis                                 | 29 novembre 2019  |
| 72  | Grillo a sinistra, Di Maio a destra               | Maura Gancitano, Roberto Zaccaria, Domenico De Masi, Claudio Cerasa                   | 30 novembre 2019  |
| 73  | Conte-Salvini tra insulti e bugie                 | Irene Tinagli, Annalisa Cuzzocrea, Franco Bechis, Giovanni Floris                     | 2 dicembre 2019   |
| 74  | Conte-Di Maio, il grande freddo                   | Monica Guerritore, Marco Travaglio, Beppe Severgnini                                  | 3 dicembre 2019   |
| 75  | Dal MES a Bibbiano, il PD non ci sta              | Vittorio Sgarbi, Gianrico Carofiglio, Massimo Giannini                                | 4 dicembre 2019   |
| 76  | Il ruggito delle sardine                          | Mattia Santori, Annalisa Cuzzocrea, Alessandro Sallusti                               | 5 dicembre 2019   |
| 77  | Mezza Italia sogna l'uomo forte                   | Marianna Aprile, Alessandro De Angelis, Luca Telese                                   | 6 dicembre 2019   |
| 78  | Salvini e la politica del rosario                 | Nunzio Galantino, Tomaso Montanari, Francesco Borgnonovo                              | 7 dicembre 2019   |
| 79  | L'Italia di Salvini, l'Italia di Zalone           | Massimo Cacciari, Fabio Volo, Andrea Scanzi                                           | 9 dicembre 2019   |
| 80  | Conte rilancia, Renzi boicotta                    | Claudia Fusani, Paolo Mieli, Marco Travaglio                                          | 10 dicembre 2019  |
| 81  | Bersani, dal MES alle sardine                     | Pier Luigi Bersani, Massimo Giannini, Alessandro Sallusti                             | 11 dicembre 2019  |
| 82  | Di Maio e il mercato delle vacche                 | Annalisa Cuzzocrea, Antonio Padellaro, Franco Bechis                                  | 12 dicembre 2019  |
| 83  | Una Brexit tira l'altra?                          | Marianna Aprile, Antonio Scurati, Beppe Severgnini                                    | 13 dicembre 2019  |
| 84  | Tasse: è vero che aumentano?                      | Veronica De Romanis, Antonio Misiani, Armando Siri                                    | 14 dicembre 2019  |
| 85  | Governo, dopo la manovra la crisi?                | Carlo Calenda, Massimo Franco, Andrea Scanzi                                          | 16 dicembre 2019  |
| 86  | Della Valle, governo promosso?                    | Diego Della Valle, Massimo Giannini                                                   | 17 dicembre 2019  |
| 87  | Taglio dei parlamentari, abbiamo scherzato?       | Annalisa Cuzzocrea, Paola Tommasi, Nicola Piovani, Gianrico Carofiglio                | 18 dicembre 2019  |
| 88  | Di Maio porta Salvini alla sbarra                 | Jasmine Cristallo, Marco Travaglio, Alessandro De Angelis                             | 19 dicembre 2019  |
| 89  | La sinistra di Conte e delle sardine              | Jasmine Trinca, Agnese Pini, Alessandro Sallusti, Massimo Bernardini                  | 20 dicembre 2019  |
| 90  | L'Italia dei buoni, l'Italia dei cattivi          | Antonio Mazzi, Elisa Fuksas, Paolo Di Paolo, Daniele Piervincenzi                     | 21 dicembre 2019  |
| 91  | 2020, ecco cosa ci aspetta                        | Agnese Pini, Marco Travaglio, Alessandro Sallusti, Beppe Severgnini                   | 2 gennaio 2020    |
| 92  | Il pop salverà l'Italia?                          | Andrea Marcolongo, Arianna Aprile, Davide Oldani, Luca Telese                         | 4 gennaio 2020    |
| 93  | Il razzismo va di moda                            | Milena Bertolini, Francesco Borgonovo, Gianrico Carofiglio, Paolo Berizzi             | 6 gennaio 2020    |
| 94  | Zingaretti alza la voce                           | Nicola Zingaretti, Massimo Giannini                                                   | 7 gennaio 2020    |
| 95  | Governo tra vertici e diktat                      | Luigi Marattin, Massimo Franco, Andrea Scanzi                                         | 9 gennaio 2020    |
| 96  | Di Maio verso l'addio?                            | Annalisa Cuzzocrea, Marco Travaglio, Stefano Zurlo                                    | 10 gennaio 2020   |
| 97  | Polvere di 5 Stelle                               | Umberto Galimberti, Claudio Cerasa, Gaetano Pedullà                                   | 11 gennaio 2020   |
| 98  | Il PD cerca l'anima in convento                   | Massimiliano Fuksas, Antonio Padellaro, Maurizio Belpietro                            | 13 gennaio 2020   |
| 99  | Lamorgese: la sicurezza dopo Salvini              | Luciana Lamorgese, Massimo Cacciari                                                   | 14 gennaio 2020   |
| 100 | Lega, assalto a Palazzo Chigi                     | Giancarlo Giorgetti, Marco Travaglio                                                  | 15 gennaio 2020   |
| 101 | Salvini bocciato, il governo festeggia            | Paola De Micheli, Marianna Aprile, Franco Bechis                                      | 16 gennaio 2020   |
| 102 | Il governo e i renziani contro                    | Maria Elena Boschi, Massimo Giannini, Massimo Giletti                                 | 17 gennaio 2020   |
| 103 | "Parliamo di Bibbiano"                            | Alessandra Locatelli, Margherita De Bac, Paolo Calvano                                | 18 gennaio 2020   |
| 104 | Salvini, il processo conviene                     | Alessandro Sallusti, Massimo Giannini, Stefano Massini, Lorenzo Donnoli               | 20 gennaio 2020   |
| 105 | Salvini dice: digiunate per me                    | Nicola Molteni, Gianrico Carofiglio, Beppe Severgnini                                 | 21 gennaio 2020   |
| 106 | Di Maio lascia e va all'attacco                   | Jasmine Cristallo, Marco Travaglio, Francesco Borgonovo, Massimo Franco               | 22 gennaio 2020   |
| 107 | 5 Stelle, anno zero                               | Alfonso Bonafede, Annalisa Cuzzocrea, Stefano Zurlo                                   | 23 gennaio 2020   |
| 108 | Elezioni, finale suspense                         | Maura Gancitano, Tomaso Montanari, Alessandro De Angelis, Alessandro Sallusti         | 24 gennaio 2020   |
| 109 | Conte: il mio governo anti-Salvini                | Giuseppe Conte, Massimo Cacciari, Marco Travaglio                                     | 27 gennaio 2020   |
| 110 | Come si batte Matteo Salvini                      | Elly Schlein, Gianrico Carofiglio, Maurizio Belpietro, Andrea Scanzi                  | 28 gennaio 2020   |
| 111 | Salvini e Meloni: i 5 Stelle sono scomparsi       | Marianna Aprile, Domenico De Masi, Luca Telese, Stefano Zurlo                         | 29 gennaio 2020   |
| 112 | Bonaccini, l'uomo che sconfisse Salvini           | Stefano Bonaccini, Antonio Padellaro, Alessandro Sallusti                             | 30 gennaio 2020   |
| 113 | Il coronavirus e la psicosi della politica        | Matteo Renzi, Beppe Severgnini, Massimo Giannini                                      | 31 gennaio 2020   |
| 114 | Dalle stelle alle sardine, e il PD?               | Federico Pizzarotti, Chiara Geloni, Marco Damilano, Francesco Borgonovo               | 1º febbraio 2020  |
| 115 | Renzi-5 Stelle, scontro frontale                  | Massimo Giannini, Marco Travaglio, Alessandro Sallusti                                | 3 febbraio 2020   |
| 116 | Nasce il partito delle sardine                    | Annalisa Cuzzocrea, Jasmine Cristallo, Marco Travaglio                                | 4 febbraio 2020   |
| 117 | Carfagna tra Renzi e Salvini                      | Mara Carfagna, Paolo Mieli, Luca Telese                                               | 5 febbraio 2020   |
| 118 | Di Maio contro il suo governo                     | Alessandra Moretti, Maurizio Belpietro, Andrea Scanzi, Paolo Berizzi                  | 6 febbraio 2020   |
| 119 | Renzi a Conte: che fai, mi cacci?                 | Marianna Aprile, Vittorio Sgarbi, Antonio Padellaro                                   | 7 febbraio 2020   |
| 120 | A scuola di fascismo                              | Alessandra Tarquini, Paolo Berizzi, Edoardo Sylos Labini                              | 8 febbraio 2020   |
| 121 | L'Italia canta, la politica tace                  | Marianna Aprile, Alessandro Sallusti, Massimo Giannini, Andrea Scanzi                 | 10 febbraio 2020  |
| 122 | 5 Stelle, nostalgia del vaffa                     | Stefano Buffagni, Gianrico Carofiglio, Claudio Cerasa                                 | 11 febbraio 2020  |
| 123 | Salvini, processo show                            | Claudia Fusani, Marco Travaglio, Francesco Borgonovo                                  | 12 febbraio 2020  |
| 124 | Conte a Renzi: adesso basta                       | Luigi Marattin, Antonio Padellaro, Annalisa Cuzzocrea                                 | 13 febbraio 2020  |
| 125 | Governare senza Renzi?                            | Massimo Cacciari, Annalisa Cuzzocrea, Massimo Giletti, Lorenzo Donnoli                | 14 febbraio 2020  |
| 126 | Il segreto di Giorgia Meloni                      | Flavia Perina, Laura Tecce, Susanna Turco, Andrea Venzon                              | 15 febbraio 2020  |
| 127 | Renzi, dal Pakistan con furore                    | Jasmine Cristallo, Gianrico Carofiglio, Beppe Severgnini, Stefano Zurlo               | 17 febbraio 2020  |
| 128 | Cancellare i decreti Salvini?                     | Graziano Delrio, Massimo Giannini, Maurizio Belpietro                                 | 18 febbraio 2020  |
| 129 | Renzi, a un passo dalla crisi                     | Pier Luigi Bersani, Luca Telese, Alessandro Sallusti                                  | 19 febbraio 2020  |
| 130 | Conte tira dritto malgrado Renzi                  | Mario Monti, Marco Travaglio, Paolo Mieli                                             | 20 febbraio 2020  |
| 131 | Coronavirus, Italia in allarme                    | Fabrizio Pregliasco, Marianna Aprile, Stefano Massini, Antonio Padellaro              | 21 febbraio 2020  |
| 132 | L'Italia e il virus della paura                   | Annalisa Cuzzocrea, Fabrizio Pregliasco, Fabio Volo, Vittorio Sgarbi                  | 24 febbraio 2020  |
| 133 | Giorgia Meloni alla prova del virus               | Giorgia Meloni, Massimo Franco, Marco Travaglio, Fabrizio Pregliasco                  | 25 febbraio 2020  |
| 134 | Virus, il prezzo del panico                       | Evelina Christillin, Beppe Severgnini, Fabrizio Pregliasco, Vittorio Sgarbi           | 26 febbraio 2020  |
| 135 | Assalto a Conte con la scusa del virus            | Guido Maria Brera, Andrea Scanzi, Alessandro Sallusti, Fabrizio Pregliasco            | 27 febbraio 2020  |
| 136 | Coronavirus, processo al governo                  | Maria Giovanna Luini, Paolo Giordano, Paolo Mieli, Massimo Giannini                   | 28 febbraio 2020  |
| 137 | Il coronavirus e l'informazione                   | Ariel Dumont, Riccardo Luna, Franco Bechis, Luca Telese                               | 29 febbraio 2020  |
| 138 | Coronavirus, follia collettiva?                   | Alessandra Tarquini, Massimo Cacciari, Alessandro Sallusti, Andrea Scanzi             | 2 marzo 2020      |
| 139 | Ora gli appestati siamo noi                       | Simona Bonafè, Beppe Severgnini, Massimo Giletti                                      | 3 marzo 2020      |
| 140 | Italia chiusa per virus                           | Vittoria Colizza, Marco Travaglio, Stefano Zurlo, Massimo Giannini, Luca Telese       | 4 marzo 2020      |
| 141 | Mattarella: fidiamoci dell'Italia                 | Marianna Aprile, Giovanni Floris, Alberto Forchielli, Fabrizio Pregliasco             | 5 marzo 2020      |
| 142 | L'Italia alla prova della grande paura            | Maria Giovanna Luini, Carlo Lucarelli, Antonio Padellaro, Alessandro De Angelis       | 6 marzo 2020      |
| 143 | Zingaretti: "Ho il coronavirus"                   | Marco Damilano, Riccardo Luna, Luca Telese, Fabrizio Pregliasco                       | 7 marzo 2020      |
| 144 | Italia: chiudere tutto?                           | Urbano Cairo, Walter Veltroni, Flavia Petrini                                         | 10 marzo 2020     |
| 145 | "Pandemia, seguite l'Italia"                      | Vittoria Colizza, Marco Travaglio, Paolo Mieli, Massimo Giannini, Gianluca Preziosa   | 11 marzo 2020     |
| 146 | Mattarella striglia Europa e BCE                  | Franco Bernabè, Beppe Severgnini, Gianrico Carofiglio, Fabrizio Pregliasco            | 12 marzo 2020     |
| 147 | Virus: l'Italia ha capito, altri no               | Massimo Galli, Vittorio Colao, Stefano Massini, Antonio Padellaro, Adriano Celentano  | 13 marzo 2020     |
| 148 | Virus, la lezione dell'Italia                     | Dario Nardella, Ariel Dumont, Alessandro De Angelis, Riccardo Luna                    | 14 marzo 2020     |
| 149 | 25 miliardi per curare l'Italia                   | Massimo Giannini, Walter Ricciardi, Guido Maria Brera, Alessandro Sallusti            | 16 marzo 2020     |
| 150 | Virus: "settimana cruciale"                       | Evelina Christillin, Marco Travaglio, Fabrizio Pregliasco, Massimo Giannini           | 17 marzo 2020     |
| 151 | Virus, tutti sulla stessa barca                   | Vittoria Colizza, Francesca Masiero, Marco Tarquinio, Antonio Padellaro, Gennaro Arma | 18 marzo 2020     |
| 152 | Governo, verso una nuova stretta                  | Maria Giovanna Luini, Annalisa Cuzzocrea, Oscar Farinetti, Nathalie Tocci             | 19 marzo 2020     |
| 153 | L'Europa all'attacco del virus                    | Ilaria Capua, Donald Sassoon, Beppe Severgnini, Antonio Padellaro                     | 20 marzo 2020     |
| 154 | Chiudere tutto, pressing sul Governo              | Paola De Micheli, Patricia Thomas, Alessandro De Angelis, Paolo Berizzi               | 21 marzo 2020     |
| 155 | Virus, settimana cruciale                         | Ángela Rodicio, Nicola Magrini, Corrado Augias, Andrea Scanzi                         | 23 marzo 2020     |
| 156 | Conte, il miglior comandante possibile?           | Patrizia Laurenti, Marco Travaglio, Gianrico Carofiglio, Alessandro De Angelis        | 24 marzo 2020     |
| 157 | Conte, i giorni terribili dell'Italia             | Luigi Gubitosi, Maurizio Landini, Massimo Giannini, David Parenzo                     | 25 marzo 2020     |
| 158 | Virus, che cosa ci è sfuggito?                    | Vittoria Colizza, Francesco Beschi, Massimo Cacciari, Beppe Severgnini                | 26 marzo 2020     |
| 159 | Mattarella: l'Europa agisca prima che sia tardi   | Luigi Di Maio, Antonio Padellaro, Paolo Giordano                                      | 27 marzo 2020     |
| 160 | Il virus della solitudine                         | Maria Giovanna Luini, Marianna Aprile, Alberto Maggi, Riccardo Luna                   | 28 marzo 2020     |
| 161 | Virus, vietato abbassare la guardia               | Federica Pellegrini, Marco Travaglio, Massimo Giannini, Ranieri Guerra                | 30 marzo 2020     |
| 162 | Il disastro economico del virus                   | Annalisa Cuzzocrea, Tito Boeri, Luigi Aurisicchio, Antonio Padellaro                  | 31 marzo 2020     |
| 163 | Chiusura totale fino a Pasquetta                  | Walter Ricciardi, Nicola Gratteri, Corrado Formigli, Stefano Zurlo                    | 1º aprile 2020    |
| 164 | L'Europa chiede scusa all'Italia. E ora?          | Mario Monti, Beppe Severgnini, Giovanni Floris, Flavia Riccardo                       | 2 aprile 2020     |
| 165 | Le sardine al tempo del virus                     | Giovanna Melandri, Mattia Santori, Beppe Severgnini, Giovanni Soldini                 | 3 aprile 2020     |
| 166 | Come sopravvivere alla quarantena                 | Geppi Cucciari, Riccardo Luna, Davide Oldani, Andrea Vitali                           | 4 aprile 2020     |
| 167 | Conte: potenza di fuoco per le imprese            | Vittoria Colizza, Annalisa Cuzzocrea, Massimo Cacciari, Andrea Scanzi                 | 6 aprile 2020     |
| 168 | Riaprire: ragionevole o irresponsabile?           | Alberto Mantovani, Marco Travaglio, Sebastiano Barisoni                               | 7 aprile 2020     |
| 169 | Conte e il dilemma della fase 2                   | Roberta Villa, Alexandra Geese, Beppe Severgnini, Alessandro Sallusti                 | 8 aprile 2020     |
| 170 | Conte: lockdown fino al 3 maggio                  | Licia Mattioli, Massimo Galli, Massimo Giannini, Luca Telese                          | 9 aprile 2020     |
| 171 | Conte: Salvini e Meloni nemici dell'Italia        | Evelina Christillin, Gianrico Carofiglio, Massimo Giannini, Alessandro Sallusti       | 10 aprile 2020    |
| 172 | Pasqua senza festa                                | Maria Giovanna Luini, Maura Gangitano, Andrea Riccardi, Marco Damilano                | 11 aprile 2020    |
| 173 | Troppo ottimismo sulla fase 2                     | Alessandro Del Piero, Marianna Aprile, Ranieri Guerra, Andrea Scanzi                  | 13 aprile 2020    |
| 174 | Conte tra MES e Salvini                           | Roberta Villa, Marco Travaglio, Alessandro Sallusti                                   | 14 aprile 2020    |
| 175 | "Io, medico con il coronavirus"                   | Cristina Comencini, Stefano Nava, Beppe Severgnini, Antonio Padellaro                 | 15 aprile 2020    |
| 176 | Il virus e la sindrome della riapertura           | Vittoria Colizza, Maurizio Landini, Lorenzo Bini Smaghi, Massimo Giannini             | 16 aprile 2020    |
| 177 | Fase 2 tra incognite e polemiche                  | Annalisa Cuzzocrea, Massimo Galli, Paolo Giordano, Luca Telese                        | 17 aprile 2020    |
| 178 | Lombardia, fatalità o troppi errori?              | Antonella Boralevi, Andrea Crisanti, Sergio Rizzo, Stefano Zurlo                      | 18 aprile 2020    |
| 179 | Italia-Germania, partita infinita                 | Mariolina Sattanino, Giovanni di Lorenzo, Gianrico Carofiglio, Andrea Scanzi          | 20 aprile 2020    |
| 180 | Chi vuole cacciare Conte                          | Fiorenza Sarzanini, Carlo Calenda, Marco Travaglio                                    | 21 aprile 2020    |
| 181 | Fase 2, avanti adagio                             | Monica Guerritore, Roberta Villa, Alessandro De Angelis, Luca Telese                  | 22 aprile 2020    |
| 182 | Conte esulta, ma è una vera vittoria?             | Walter Veltroni, Silvia Sciorilli Borrelli, Sebastiano Barisoni                       | 23 aprile 2020    |
| 183 | E ora Conte è più forte?                          | Massimo Cacciari, Annalisa Cuzzocrea, Beppe Severgnini                                | 24 aprile 2020    |
| 184 | Virus, o la app o il lockdown                     | Marianna Aprile, Fabrizio Pregliasco, Franco Bechis, Riccardo Luna                    | 25 aprile 2020    |
| 185 | Governo, la mozione degli affetti stabili         | Evelina Christillin, Antonio Padellaro, Marco Damilano, Giuliano Guida Bardi          | 27 aprile 2020    |
| 186 | Conte: rischio seconda ondata                     | Giovanni Rezza, Marco Travaglio, Alessandro Sallusti                                  | 28 aprile 2020    |
| 187 | La fase 2 della destra: obiettivo Conte           | Ranieri Guerra, Beppe Severgnini, Andrea Scanzi                                       | 29 aprile 2020    |
| 188 | Fuoco amico su Conte                              | Annalisa Cuzzocrea, Gianrico Carofiglio, Maurizio Belpietro, Nicola Magrini           | 30 aprile 2020    |
| 189 | 1º maggio con il coronavirus                      | Maurizio Landini, Mario Calabresi, Sebastiano Barisoni                                | 1º maggio 2020    |
| 190 | L'amore al tempo del coronavirus                  | Maria Giovanna Luini, Alessandra Moretti, Paolo Giordano, Andrea Scanzi               | 2 maggio 2020     |
| 191 | Fase 2 senza caos. Per ora                        | Paola De Micheli, Vittoria Colizza, Antonio Padellaro, Alessandro Sallusti            | 4 maggio 2020     |
| 192 | Il governo e la fase più difficile                | Marianna Aprile, Marco Travaglio, Ranieri Guerra                                      | 5 maggio 2020     |
| 193 | Governo, battaglia sugli immigrati                | Irene Tinagli, Azzurra Rinaldi, Franco Bechis, Andrea Scanzi                          | 6 maggio 2020     |
| 194 | "Virus più buono", giusto riaprire?               | Silvia Sciorilli Borrelli, Beppe Severgnini, Luca Telese, Massimo Clementi            | 7 maggio 2020     |
| 195 | Coronavirus, quando finirà davvero?               | Jasmine Cristallo, Alessandro Vespignani, Massimo Giannini                            | 8 maggio 2020     |
| 196 | Conte, "grande dittatore"?                        | Alessandra Tarquini, Maddalena Oliva, Roberta Villa, Francesco Borgonovo              | 9 maggio 2020     |
| 197 | Silvia e l'Italia malata                          | Vittoria Colizza, Annalisa Cuzzocrea, Oscar Farinetti, Marco Travaglio                | 11 maggio 2020    |
| 198 | Governo in ritardo, regioni in anticipo           | Stefano Bonaccini, Franco Bechis, Andrea Scanzi                                       | 12 maggio 2020    |
| 199 | 55 miliardi, l'Italia si salverà                  | Alberto Mantovani, Marco Travaglio, Massimo Giannini, Roberto Gualtieri               | 13 maggio 2020    |
| 200 | Rilancio tra paure, speranze e lacrime            | Teresa Bellanova, Beppe Severgnini, Sebastiano Barisoni, Ranieri Guerra               | 14 maggio 2020    |
| 201 | Fase 2 bis, la lunga notte                        | Lina Palmerini, Massimo Galli, Antonio Padellaro                                      | 15 maggio 2020    |
| 202 | Fase 2 bis, l'Italia ci prova                     | Maddalena Oliva, Barbara Serra, Christian Rocca, Fabrizio Pregliasco                  | 16 maggio 2020    |
| 203 | L'Italia riapre nell'incertezza                   | Vittoria Colizza, Gianrico Carofiglio, Luca Bizzarri, Alessandro Sallusti             | 18 maggio 2020    |
| 204 | I media contro Conte?                             | Marco Travaglio, Massimo Giannini                                                     | 19 maggio 2020    |
| 205 | Bonafede salvo, governo diviso                    | Walter Veltroni, Annalisa Cuzzocrea, Andrea Scanzi                                    | 20 maggio 2020    |
| 206 | La politica fra virus, risse e complotti          | Andrea Orlando, Beppe Severgnini, Luca Telese                                         | 21 maggio 2020    |
| 207 | Fase 2, la cura funziona?                         | Massimo Galli, Antonio Padellaro, Martin Foradori Hofstätter                          | 22 maggio 2020    |
| 208 | I sovranisti al tempo del virus                   | Elisabetta Gualmini, Silvia Sciorilli Borrelli, Alberto Bagnai                        | 23 maggio 2020    |
| 209 | Il governo fra spritz e pm                        | Massimo Cacciari, Marco Travaglio, Stefano Zurlo                                      | 25 maggio 2020    |
| 210 | Salvare Salvini per colpire Conte                 | Pier Luigi Bersani, Lina Palmerini, Massimo Giannini                                  | 26 maggio 2020    |
| 211 | Europa-sovranisti 1-0                             | Carlo Calenda, Silvia Sciorilli Borrelli, Andrea Montanari, Guido Maria Brera         | 27 maggio 2020    |
| 212 | Virus: i "magheggi" sui numeri                    | Evelina Christillin, Nino Cartabellotta, Beppe Severgnini, Antonio Padellaro          | 28 maggio 2020    |
| 213 | Verso la normalità, ma con cautela                | Massimo Galli, Federico Marchetti, Giuliano Guida Bardi, Luca Telese                  | 29 maggio 2020    |
| 214 | La Lombardia sul banco degli imputati             | Claudia Terzi, Antonella Boralevi, Riccardo Ricciardi                                 | 30 maggio 2020    |
| 215 | I negazionisti del virus                          | Luca Richeldi, Massimo Franco, Alessandro Sallusti, Andrea Scanzi                     | 1º giugno 2020    |
| 216 | 2 giugno senza "unità morale"                     | Alessandra Tarquini, Paola Tommasi, Marco Travaglio                                   | 2 giugno 2020     |
| 217 | Rinascita, è Conte l'uomo giusto?                 | Vittoria Colizza, Giuseppe Sala, Beppe Severgnini, Mahmood                            | 3 giugno 2020     |
| 218 | Conte e la concordia impossibile                  | Antonio Padellaro, Maurizio Belpietro, Gianrico Carofiglio                            | 4 giugno 2020     |
| 219 | È finito il tempo dei virologi?                   | Sara Gama, Marianna Aprile, Massimo Galli, Luca Telese                                | 5 giugno 2020     |
| 220 | Due anni di Conte, l'avvocato di chi?             | Maddalena Oliva, Alessandro De Angelis, Pino Corrias                                  | 6 giugno 2020     |
| 221 | Piano Colao = Piano Conte?                        | Stefano Buffagni, Stefano Feltri, Bruna Marini, Lorenzo Bini Smaghi                   | 8 giugno 2020     |
| 222 | Il piano Colao piace più a Salvini che al governo | Elsa Fornero, Antonio Padellaro, Stefano Massini                                      | 9 giugno 2020     |
| 223 | Zone rosse: governo sotto interrogatorio          | Andrea Orlando, Marco Travaglio, Alessandro De Angelis, Vittoria Colizza              | 10 giugno 2020    |
| 224 | Conte tra inchieste e riaperture                  | Mariolina Sattanino, Alessandro Sallusti, Pino Corrias, Gianrico Carofiglio           | 11 giugno 2020    |
| 225 | Conte-pm: caso chiuso?                            | Mario Monti, Beppe Severgnini, Giovanni Floris                                        | 12 giugno 2020    |
| 226 | Politici, chi passa il test del virus?            | Alessandra Ghisleri, Nadia Urbinati, David Parenzo, Marco Damilano                    | 13 giugno 2020    |
| 227 | 5 Stelle, guerra aperta                           | Lina Palmerini, Massimo Cacciari, Oscar Farinetti                                     | 15 giugno 2020    |
| 228 | Conte e lo stallo grillino                        | Paolo Mieli, Claudia Fusani, Marco Travaglio                                          | 16 giugno 2020    |
| 229 | Conte-Confindustria: nuovo round                  | Corrado Augias, Andrea Scanzi, Mattia Santori                                         | 17 giugno 2020    |
| 230 | Governo, sono già finiti i soldi?                 | Franco Bernabè, Agnese Pini, Massimo Giannini                                         | 18 giugno 2020    |
| 231 | Governo tra soldi promessi e soldi veri           | Roberto Gualtieri, Ezio Mauro, Diego Bianchi                                          | 19 giugno 2020    |
| 232 | Medici, da eroi a imputati?                       | Maria Giovanna Luini, Chiara Rivetti, Alessandro Azzoni, Luca Telese                  | 20 giugno 2020    |
| 233 | De Benedetti e l'Italia di domani                 | Carlo De Benedetti, Antonio Padellaro                                                 | 22 giugno 2020    |
| 234 | Governo, il virus della discordia                 | Silvia Sciorilli Borrelli, Marco Travaglio, Alessandro Sallusti                       | 23 giugno 2020    |
| 235 | Regionali: trappola per Conte                     | Lina Palmerini, Beppe Severgnini, Andrea Scanzi                                       | 24 giugno 2020    |
| 236 | Mazzucato: i miei consigli a Conte                | Mariana Mazzucato, Sebastiano Barisoni, Antonio Padellaro                             | 25 giugno 2020    |
| 237 | Troppi focolai, torna l'allarme                   | Evelina Christillin, Mariolina Sattanino, Massimo Galli, Massimo Giannini             | 26 giugno 2020    |
| 238 | Virus, la cura delle donne                        | Vittoria Colizza, Danda Santini, Maria Cristina Settembrese, Giuseppe Provenzano      | 27 giugno 2020    |